# Promecidus cylindricus
Promecidus cylindricus är en skalbaggsart som beskrevs av Aurivillius 1913. Promecidus cylindricus ingår i släktet Promecidus och familjen långhorningar. Inga underarter finns listade i Catalogue of Life.